# Врангель, Карл-Густав
О русском генерале см. Врангель, Карл Романович
Граф Карл-Густав Вра́нгель (швед. Carl Gustaf Wrangel; 13 декабря 1613, имение Скуклостер, ныне в лене Уппсала — 25 июня 1676, Рюген) — шведский адмирал и фельдмаршал. Ключевой шведский полководец заключительного этапа Тридцатилетней войны. Его имя носит Врангельсбург.

## Биография
Сын лифляндского генерал-губернатора и фельдмаршала Германа Врангеля, представитель знаменитого прибалтийского рода Врангелей. На военную службу поступил в 1627 году и участвовал в походах Густава-Адольфа в Германию; в 1641 году был уже генерал-майором; в 1643 году — адмиралом шведского флота и 13 октября 1644 года разбил датский флот у острова Фемарн; затем командовал войсками в Голштинии и Силезии.
В 1646 году, получив графский титул, командовал войсками в Германии; соединившись с французскими войсками, бывшими под начальством Тюренна, он принудил курфюрста баварского заключить мир (14 марта 1647 года); но вскоре курфюрст снова поднял оружие и был вторично разбит шведами и французами в 1648 году, после чего Врангель завладел Баварией и управлял ею до заключения мира.
В 1648 году, по окончании Тридцатилетней войны Карл-Густав был назначен генерал-губернатором Шведской Померании.
В 1655 году он сопровождал короля Карла-Густава в Польшу и участвовал в трехдневном сражении под Варшавой (18—20 июля 1656 года).
Во время войны с Данией Врангель завладел крепостью Кронборг (6 сентября 1658 года).
Когда Людовик XIV воевал с Германией и Швеция присоединилась к Франции (в 1674 году), Врангель с армией в 16 000 неожиданно вторгся в Бранденбург; но болезнь скоро приостановила его успехи и шведы должны были очистить Бранденбург. Врангель вскоре после этого вышел в отставку и умер в 1676 году.